# Beta Pavonis
Beta Pavonis (β Pav) – gwiazda w gwiazdozbiorze Pawia, znajdująca się w odległości około 135 lat świetlnych od Słońca.

## Charaterystyka
Jest to biała gwiazda typu widmowego A7, sklasyfikowana jako olbrzym, w rzeczywistości będąca jeszcze podolbrzymem. Ma temperaturę 8200 K i jasność 58 razy większą niż jasność Słońca. Jej promień jest 3,8 raza większy niż promień Słońca, a masa równa 2,3–2,4 M☉. Gwiazda ta rozpoczęła życie około 60 milionów lat temu, jako biało-błękitna gwiazda ciągu głównego typu B9,5, o jasności 32 L☉, temperaturze 10 700 K i promieniu 1,7 R☉. W przyszłości stanie się prawdziwym olbrzymem, po czym utraci większą część otoczki, stając się białym karłem o masie równej zaledwie 30% obecnej wartości.